# 형식적 멱급수
대수학에서 형식적 멱급수(形式的冪級數, 영어: formal power series)는 수렴할 필요가 없는 멱급수이다.

## 정의
환 {\displaystyle R}에 대한 형식적 멱급수환 {\displaystyle R[[x]]}는 집합으로서 {\displaystyle R^{\mathbb {N} }}이다. 형식적 멱급수환에서, 원소
{\displaystyle (r_{0},r_{1},r_{2},\dots )}
는 통상적으로
{\displaystyle \sum _{n=0}^{\infty }r_{n}x^{n}=r_{0}+r_{1}x+r_{2}x^{2}+\cdots }
으로 쓴다.
{\displaystyle R^{\mathbb {N} }} 위에는 자연스러운 아벨 군 및 좌·우 {\displaystyle R}-가군 구조가 존재한다. 또한, 다음과 같은 곱셈을 정의하여, 환으로 만들 수 있다.
{\displaystyle \left(\sum _{n=0}^{\infty }r_{n}x^{n}\right)\left(\sum _{n=0}^{\infty }s_{n}x^{n}\right)=\sum _{n=0}^{\infty }\sum _{k=0}^{n}r_{k}s_{n-k}x^{n}}
이에 따라 {\displaystyle R[[x]]}는 결합 {\displaystyle R}-대수를 이룬다.
형식적 멱급수환의 원소를 형식적 멱급수라고 한다. {\displaystyle R[[x_{1},x_{2},\dots ,x_{n}]]}은 {\displaystyle R[[x_{1}]][[x_{2}]]\cdots [[x_{n}]]}을 뜻한다.

### 미분
형식적 멱급수환 위에는 다음과 같은 {\displaystyle R}-선형 연산
{\displaystyle D\colon R[[x]]\to R[[x]]}
{\displaystyle D\colon \sum _{n=0}^{\infty }r_{n}x^{n}\mapsto \sum _{n=0}^{\infty }nr_{n}x^{n-1}}
이 존재하며, 이를 미분이라고 한다.

### 합성
임의의 {\displaystyle a,b\in R[[x]]}가 주어졌고, {\displaystyle b_{0}=0}이라고 하자 (즉, {\displaystyle b\in (x)}). 그렇다면 {\displaystyle a}와 {\displaystyle b}의 합성 {\displaystyle a\circ b\in R[[x]]}은 다음과 같다.
{\displaystyle a\circ b=\sum _{n=0}^{\infty }\sum _{k=0}^{\infty }\sum _{j\in (\mathbb {Z} ^{+})^{k}}^{j_{1}+\cdots +j_{k}=n}a_{k}b_{j_{1}}b_{j_{2}}\cdots b_{j_{k}}x^{n}}
만약 {\displaystyle R}가 가환환이라면, 합성의 결합 법칙이 성립한다. 하지만 가환환이 아닌 환에서는 일반적으로 성립하지 않는다.

## 성질
환 {\displaystyle R}에 대하여,
- 만약 {\displaystyle R}가 가환환이라면, {\displaystyle R[[x]]} 역시 가환환이다.
- 만약 {\displaystyle R}가 가환 뇌터 환이라면, {\displaystyle R[[x]]} 역시 가환 뇌터 환이다.
- 만약 {\displaystyle R}가 정역이라면, {\displaystyle R[[x]]} 역시 정역이다.
- 만약 {\displaystyle R}가 체라면, {\displaystyle R[[x]]}는 이산 값매김환이다.

형식적 멱급수환의 원소
{\displaystyle a=\sum _{n=0}^{\infty }a_{n}x^{n}\in R[[x]]}
에 대하여, 다음 두 조건이 서로 동치이다.
- {\displaystyle a\in R[[x]]}는 가역원이다.
- {\displaystyle a_{0}\in R}는 가역원이다.

구체적으로, {\displaystyle a}의 역은 다음과 같이 재귀적으로 정의된다.
{\displaystyle (a^{-1})_{0}=a_{0}^{-1}}
{\displaystyle (a^{-1})_{n}=-a_{0}^{-1}\sum _{i=1}^{n}a_{i}(a^{-1})_{n-i}=-\sum _{i=1}^{n}(a^{-1})_{n-i}a_{i}a_{0}^{-1}\qquad (n\geq 1)}

### 거리 공간 구조
형식적 멱급수환 {\displaystyle R[[x]]} 위에 다음과 같은 거리 함수를 정의할 수 있다.
{\displaystyle d(a,b)=2^{-\min\{n\in \mathbb {N} \colon a_{n}\neq b_{n}\}}\qquad (a\neq b)}
형식적 멱급수환은 이 거리 함수에 대하여 완비 거리 공간을 이루며, 또한 위상환을 이룬다.:132, §III.7, Exercise 5 이는 다항식환 {\displaystyle R[x]}의 완비화이다.:132, §III.7, Exercise 6
이 거리 공간 구조 아래, 임의의 형식적 멱급수
{\displaystyle a=\sum _{n=0}^{\infty }a_{n}x^{n}\in R[[x]]}
는 부분합의 점렬
{\displaystyle (a_{0},a_{0}+a_{1}x,a_{0}+a_{1}x+a_{2}x^{2},\dots )}
의 극한이다.

## 형식적 로랑 급수
체 {\displaystyle K}에 대하여, 형식적 로랑 급수체 {\displaystyle K((x_{1},x_{2},\dots ,x_{n}))}은 형식적 멱급수환의 분수체이다.
{\displaystyle K((x_{1},x_{2},\dots ,x_{n}))=\operatorname {Frac} (K[[x_{1},x_{2},\dots ,x_{n}]])=\operatorname {Frac} (K[[x_{1}]][[x_{2}]]\cdots [[x_{n}]])}
정의에 따라, 이는 체를 이룬다. 구체적으로, {\displaystyle p\in K((x))}는
{\displaystyle p=\sum _{i=m}^{\infty }p_{i}x^{i}}
의 꼴로 전개할 수 있다 ({\displaystyle m\in \mathbb {Z} }). 즉, 유한 개의 음의 차수의 항을 가질 수 있다. 이는 (무한 개의 음의 차수의 항을 가질 수 있는) 복소해석학의 로랑 급수와 다르다.
다항식환, 유리 함수체, 형식적 멱급수환에서는
{\displaystyle K[x][y]\cong K[x,y]}
{\displaystyle K(x)(y)\cong K(x,y)}
{\displaystyle K[[x]][[y]]\cong K[[x,y]]}
가 성립하지만, {\displaystyle K((x,y))}와 {\displaystyle K((x))((y))}는 서로 다른 체이다. 일반적으로, {\displaystyle K((x,y))}는 {\displaystyle K(x)((y))}의 부분환이며, 단사 준동형
{\displaystyle K((x,y)){\stackrel {\iota _{x}}{\hookrightarrow }}K(x)((y))\hookrightarrow K((x))((y))}
{\displaystyle K((x,y)){\stackrel {\iota _{y}}{\hookrightarrow }}K(y)((x))\hookrightarrow K((y))((x))}
이 존재한다. 예를 들어,
{\displaystyle \iota _{x}\colon {\frac {1}{x-y}}\mapsto x^{-1}+x^{-2}y+x^{-3}y^{2}+\cdots \in K(x)((y))}
{\displaystyle \iota _{y}\colon {\frac {1}{x-y}}\mapsto -y^{-1}-y^{-2}x-y^{-3}x^{2}-\cdots \in K(y)((x))}
이다.
그러나 {\displaystyle \iota _{x}} 및 {\displaystyle \iota _{y}}는 동형 사상이 아니다. 예를 들어,
{\displaystyle \sum _{n=0}^{\infty }x^{-n^{2}}y^{n}\in K(x)((y))\setminus \iota _{x}(K((x,y)))}
이다.

## 같이 보기
- 다항식환
- 퓌죄 급수
- 국소화 (환론)